# Noël Fenwick
Pour les articles homonymes, voir Fenwick.
Noël Fenwick est un chef d'entreprise français de la fin du XIXe siècle, originaire d'Écosse et créateur de la marque de chariots élévateurs Fenwick.
C'est lui qui créa en 1862 une maison d'exportation pour l'acheminement d'articles de Paris vers les pays anglo-saxons. Il obtient la nationalité française une décennie plus tard après sa participation à la guerre franco-allemande de 1870. Après la guerre, il importe du matériel étranger durant les années 1870-1880; c'est ainsi que sont pour la première fois distribués en France certaines machines-outils Brown & Sharpe en 1885, dont ses fraiseuses, mais aussi du matériel Pratt & Whitney, Ingersoll (en) ou Gleason (en) en 1890; la même année, il importe des produits abrasifs Norton dont l'entreprise sera rachetée un siècle plus tard par Saint-Gobain, puis en 1904, les palans à chaînes de la société Yale.
En 1885, ses fils transforment la maison de commission en société en commandite sous le nom : FENWICK Frères & C°. Cette société est rachetée en 1918 par Joseph Patureau, alors directeur de la succursale lyonnaise de Fenwick & Cie.
Noël Fenwick meurt à Paris le 26 mai 1888. Il est l'arrière-grand-père de l'auteur dramatique Jean-Noël Fenwick.